# Bolkács

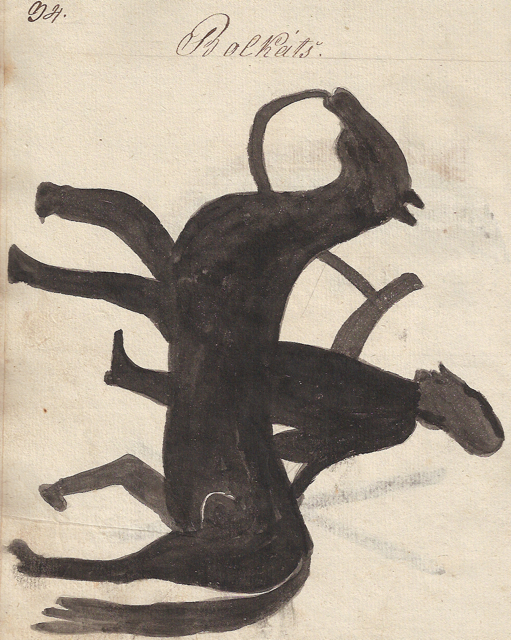
A falu egykori marhabélyege

Bolkács falu Romániában, Fehér megyében.

## Fekvése
Medgyestől nyugatra, légvonalban 23 kilométerre helyezkedik el.

## Története
Első említése 1319-ből maradt fenn Bolkach néven. Nevének egyéb változatai: Bolkách (1324), Balkaz (1332), Balkas (1395).
1319-ben már plébániáját említik. 1324-ben a talmácsi grófok birtokában volt. 1446-ban a küküllővári várbéliek kirabolták a falut és kárt tettek a plébános halastavában, ezért Hunyadi János kártérítésre kötelezte őket. 1478-ban Hunyadi Mátyás vásártartási jogot adományozott a településnek. 1494-ben a Hét Bíró jószágai közé került, azonban egy 1721-es okmány szerint a falu keleti része a Bethlen grófok birtoka volt, csak a nyugati tartozott a nagyszebeni királybíró fennhatósága alá. Benkő József a 18. században azt jegyezte fel, hogy a településnek pallosjoga és börtöne van. 1801-ben a falu néhány ház kivételével teljesen leégett.
A 19. század második felétől az első világháború végéig Kis-Küküllő vármegye Hosszúaszói járásához tartozott.

## Lakossága
1850-ben 1205 lakosából 978 német, 133 cigány és 89 román lakosa volt. 1891-ben 1414 német és román lakosa volt. 1920-ban 1700 lakosának nemzetiségi összetétele: 1215 német, 266 román, 178 cigány. Míg 1977-ben az 1805 lakosnak majdnem fele volt német nemzetiségű, 1992-re az 1103 lakosból már csak 37 főnyi német maradt.

## Látnivalók
Gótikus erődtemploma a 14. század elején épült, ebből csak a szentély maradt fenn, amelyet védőbástyákkal, magas támpillérekkel alátámasztva, három emeletesre magasítottal. A régi templom hajóját 1807-ben bontották le és helyette 1807-1810 között egy háromhajós templomot építettek; a torony 1856-ban épült. A templom kettős falából csak a külső fal és öt bástyája maradt meg. Az 1990-es években a templom állaga romlásnak indult, 2003-ban a faluból elszármazott szászok honismereti egyesületének kezdeményezésére elkészült egy állagfelmérés és a restaurálás tervei. Az engedélyeztetés elhúzódása miatt az erődtemplom felújítására csak 2006-2007-ben került sor.